# 加藤有希
加藤 有希（かとう ゆき）は、陸上選手で、カテゴリーT36の短距離競走であり、パラリンピックに出場した。 
2004年アテネパラリンピックに100メートルと200メートルで出場し、 2008年北京パラリンピックおよび2012年ロンドンパラリンピックにも参加し、2004年にT36の100メートルで銅メダルを獲得した。

## 参照資料
1. ↑  ロンドン2012パラリンピック競技大会日本代表選手団 選手名鑑（2012年9月3日アーカイブ） - 国立国会図書館Web Archiving Project
2. ↑  profile on paralympic.org